# Desa Kasembon (administrativ by i Indonesien, lat -8,09, long 112,67)
Desa Kasembon är en administrativ by i Indonesien.   Den ligger i provinsen Jawa Timur, i den västra delen av landet, 700 km öster om huvudstaden Jakarta.